# شاينن فلتيا
 (بالمانية: Scheunenviertel) هو أحد أحياء ميتة في وسط برلين. تقع في شمال منطقة برلين القديمة التي تعود للقرون الوسطى. وتقع شانينن فلتيا شرق روزنتالر شتراسه و هاكيشر ماركت.

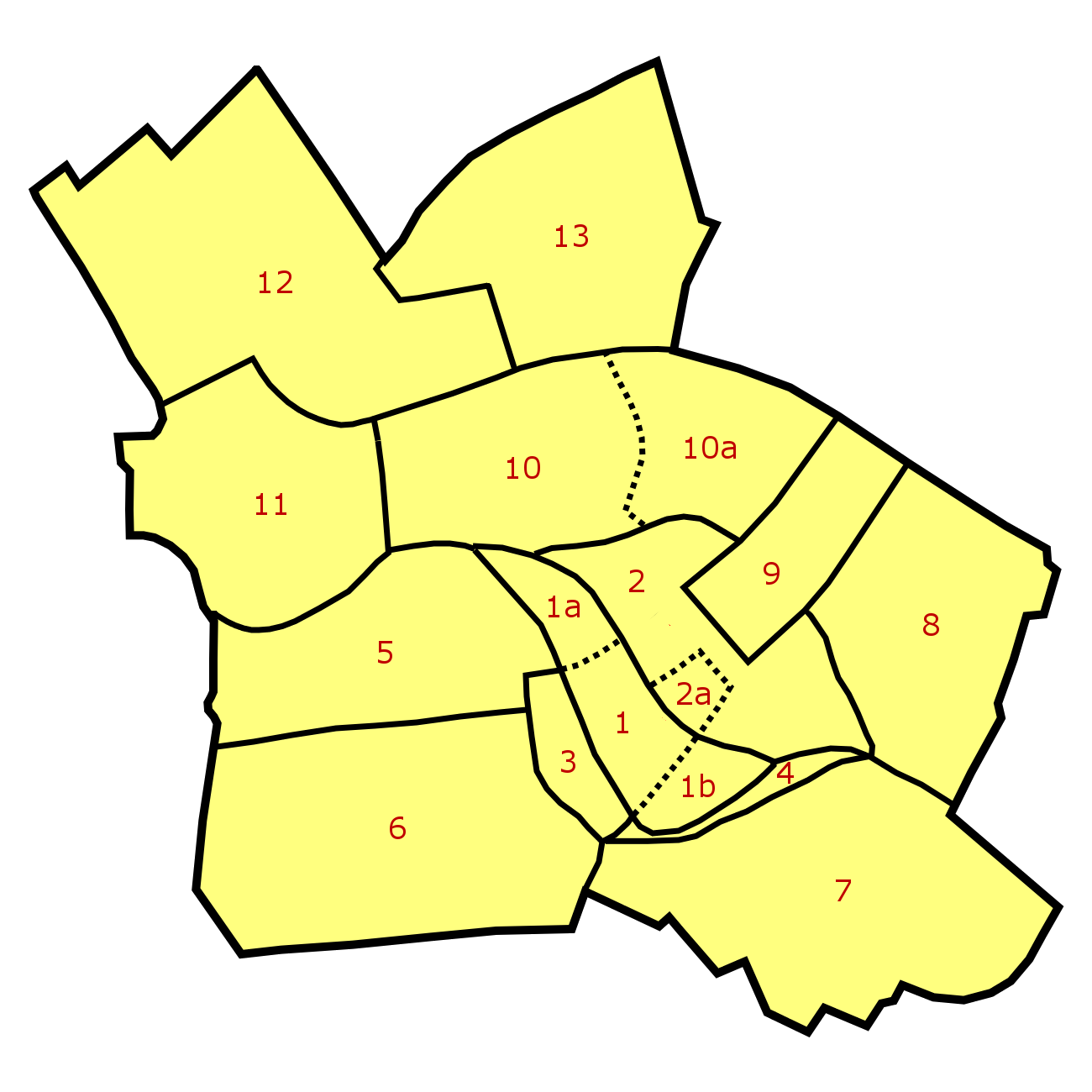
الأحياء في برلين-ميتي : أولد كولن [1] (مع جزيرة المتاحف [1 أ] ، فيشر آيلاند [1 ب]) ، ألت برلين [2] (مع نيكولايفيرتل [2 أ]) ، فريدريشويردر [3] ، نويكولن آم واسر [4] ]، دوروثينشتات [5]، Friedrichstadt [6]، لوليزنشتات [7]، Stralauer Vorstadt (مع Königsstadt) [8]، ميدان الكسندر (Königsstadt and Altberlin) [9] ، Spandauer Vorstadt [10] (with Scheunenviertel [10a]) ، Friedrich-Wilhelm-Stadt [11]، Oranienburger Vorstadt [12]، Rosenthaler Vorstadt [13

حتى الحرب العالمية الثانية كانت تعتبر من المناطق العشوائية. وكان اغلب سكانها اليهود مع نسبة عالية من المهاجرين من أوروبا الشرقية.

## تاريخ
الاسم مشتق من عدة حظائر أقيمت في المنطقة خارج أسوار المدينة عام 1672 بأمر من ناخب براندنبورغ فريدرخ فيلهلم. تم استخدام الحظائر لتخزين القش لاستخدامه في سوق الماشية الكبير بالقرب من ميدان ألكسندر . في عام 1737 امر الملك فريدرش فيلهلم الأول ملك بروسيا يهود برلين الاستقرار هنا.
قبل الحرب العالمية الأولى أعاد مجلس مدينة برلين تطوير أجزاء من المنطقة. منذ ذلك الحين اصبح قلب الحي هو المثلث <b>روزا لوكسمبورغ بلاتز</b>. بلاتز سابقًا.
منذ إعادة توحيد ألمانيا أصبحت شاينن فلتيا ، جنبًا إلى جنب مع <b>ضاحية سبانداو</b> منطقة عصرية تحظى بشعبية بين روادها الشباب.

## مشاهد

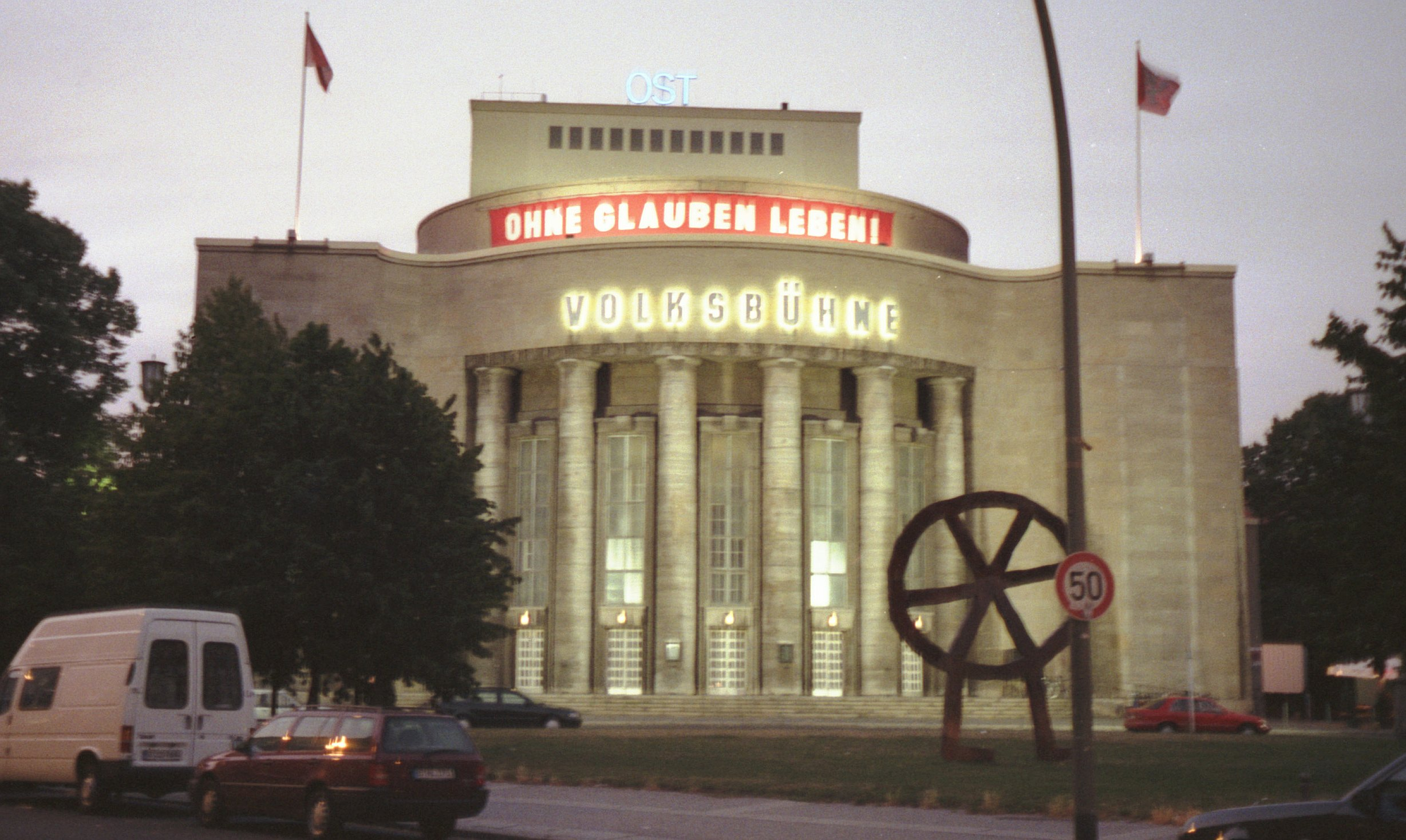
Volksbühne في روزا لوكسمبورغ بلاتز

- مسرح Volksbühne في روزا لوكسمبورغ بلاتز بواسطة أوسكار كوفمان وفرانز ميتزنر ، 1914
- كارل ليبكنخت هاوس ، 1912 ، المقر السابق للجنة المركزية للحزب الشيوعي الألماني ( Kommunistische Partei Deutschlands ) ، المقر الآن لحزب اليسار ( Die Linke )
- سينما "بابل" لهانس بولزيغ ، 1929 ، موقع مهرجان برلين السينمائي الدولي السنوي
- مقبرة غاريسون القديمة ( Alter Garnisonsfriedhof ) ، مكرسة حوالي عام 1706 ، موقع دفن الملازم أول لودفيج أدولف فيلهلم فون لوتزو (1782-1834) ، الكاتب فريدريش دي لا موت فوكيه (1777-1843) ، المشير كارل فريدريش فون ديم كنيسبيك (1768–1768- 1848) واللاهوتي اميل فروميل (1828-96).
- متحف ورشة أوتو ويدت . يقع في ورشة أوتو ويدت ، الذي ، بصفته مالكًا للورشة ، قام بتوظيف اليهود الصم والمكفوفين خلال الحرب العالمية الثانية. تم حماية موظفيه من الترحيل بفضله. قام بتزويدهم ببطاقات هوية مزورة وأخفى عائلات يهودية في الاستوديو الخاص به. ورشة العمل ، حيث تُعرض الوثائق والخطابات التاريخية ، مفتوحة للزوار.